# رامون أيالا (كاتب أغاني)
رامون أيالا (بالإنجليزية: Ramon Ayala)‏ هو كاتب أغاني أمريكي، ولد في 13 أغسطس 1928 في شيكاغو في الولايات المتحدة.

## روابط خارجية
- رامون أيالا على موقع IMDb (الإنجليزية)